# Tabelcijfer

Tabelcijfers (boven) en uithangende cijfers (onder)

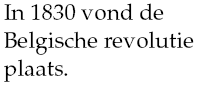
Tabelcijfers

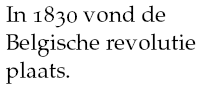
Uithangende cijfers

Tabelcijfer is een typografische term voor een op de regel staand cijfer, in tegenstelling tot uithangende cijfers, waarbij sommige cijfers met hun staarten door de regel hangen.
Getallen worden tegenwoordig vaak in tabelcijfers gezet. De Nederlandse naam 'tabelcijfer' is lichtelijk verwarrend; in het Engels heten deze cijfers ook wel Titling figures (Titelcijfers) of simpelweg Majuscule numerals (wat zoiets als Hoofdlettercijfers betekent), aangezien zij dezelfde grootte als hoofdletters hebben.
Het typografische effect van tabelcijfers is dat het getal (bijvoorbeeld een jaartal) erg afsteekt ten opzichte van de lopende tekst, terwijl het bij uithangende cijfers meer in harmonie met de omliggende tekst is. In tabellen en andere gestructureerde numerieke gegevens kunnen tabelcijfers een rustiger beeld geven dan uithangende cijfers.